# Иваијев устанак
Иваијев устанак (јап. 磐井の乱), побуна кланова на северном делу острва Кјушу против власти краљевине Јамато (527).

## Позадина
Краљевина Јамато формирана је у централним областима острва Хоншу крајем 3. или почетком 4. века, а до 350. ова држава раширила је своју власт на западни део острва Хоншу и северни део острва Кјушу. Године 366. Јамато је извршио инвазију Корејског полуострва, које је у то време било подељено на три краљевине: Когурјо, Пекче и Сила. У овом походу краљевина Јамато је покорила краљевину Пекче, и натерала је на плаћање годишњег данка. Јапанци су такође успели да успоставе војничку колонију на јужној обали (у близини данашњег Бусана) у области Мимана (Каја на јапанском). У више наврата (391. и 404) јапанске трупе су као савезници краљевства Пекче упадале у Кореју и бориле се против краљевина Сила и Когурјо.

## Побуна
Почетком 6. века краљевина Сила, која је била у успону, почела је да угрожава јапанске поседе у Кореји. Године 512. четири округа јапанске колоније Мимана предале су се Корејанцима, а преостали јапански поседи нашли су се под опсадом. У исто време, краљевина Пекче, јапански вазал, нападнута је са две стране од краљевина Сила и Когурјо, и послала је 513. конфучијанске учењаке у Јамато са молбом за помоћ - они су са собом донели прве књиге, и писменост је дошла у Јапан. Пре него што је Јамато могао послати помоћ у Миману и Пекче, Иваи, гувернер области Цукуши (полуаутономне Кумасо области на северном Кјушуу), склопио је издајнички савез са краљевином Сила, блокирајући тако покушаје краљевине Јамато да пошаље помоћ у  Кореју. Ово је била прва забележена побуна против владајуће династије Јамато. Мононобе но Аракаби, вођа једног ратничког клана, послат је да угуши побуну. Године 528. Иваи је збачен и погубљен, а дотадашња аутономија његове области окончана је оснивањем тврђаве Даизафу, владиног војног упоришта на острву Кјушу.

## Последице
Власт на северном Кјушуу прешла је у руке клана Отомо, али јапански поседи у јужној Кореји били су изгубљени - Мимана је пала под краљевство Сила године 562.